# Нарухіто
Нарухіто (яп. 徳仁; нар. 23 лютого 1960, Токіо) — імператор Японії (з 1 травня 2019 року), старший син імператора на спокої Акіхіто. З початком правління Нарухіто в Японії почалася епоха «рейва». 22 жовтня 2019 року відбулась коронація імператора Нарухіто. На церемонії за участю лідерів понад 170 країн світу він офіційно проголосив своє сходження на престол.

## Дитинство та освіта
Нарухіто народився 23 лютого 1960 року о 16:15 в Токіо. У дитинстві носив титул принца Хіро.
Став спадкоємцем престолу після смерті дідуся — імператора Хірохіто 7 січня 1989 року. Займався благодійною діяльністю.
У 1983—1985 роках навчався в Англії в Мертон-Коледжі, Оксфорд. Має науковий ступінь магістра історичних наук, отриману в Університеті Гакусюїн в 1988 році. У вільний час імператор грає на альті, любить пішохідний туризм, бігати підтюпцем, а також займається альпінізмом. Він написав кілька статей і спогади про оксфордські дні: «Темза і я: опис двох років в Оксфорді».

## Шлюб і діти
Імператор виказував знаки уваги й двічі робив пропозицію 29-річній Масако Овада, яка працювала дипломатом в японському міністерстві закордонних справ під керівництвом її батька Хісасі Овада, який в цей час є суддею в Міжнародному суді ООН, а раніше був віцеміністром закордонних справ і послом Японії в ООН. 19 січня 1993 року було оголошено про заручини.
9 червня 1993 року кронпринц Японії й Масако Овада одружилися в Імператорському Синтоїстському Храмі в Токіо перед 800 запрошеними гостями та 500 мільйонами людей у всьому світі, які спостерігали за ними за допомогою засобів масової інформації. Також на весіллі були присутні багато хто з коронованих осіб і більшість глав держав Європи. Пара зробила своїм будинком палац Тогу в Токіо.
Єдина дитина цієї пари, Айко, принцеса Тосі, народилася 1 грудня 2001 року.

### Обговорення ситуації з Масако
11 липня 2008 року принц Нарухіто, звернувся до публіки за розумінням і співчуттям щодо стану його хворої дружини, принцеси Масако, яка потерпає через важку форму депресії, діагностовану як «синдромом порушення адаптації», і тому рідко з'являється на публіці. Принц був у 8-денній поїздці Іспанією без неї: «Я прошу вас зрозуміти, що Масако зараз робить все можливе, щоб одужати за допомогою людей, що її оточують, і поставитися до неї з великодушним терпінням.»
Пара відзначила 15-ту річницю весілля 9 червня 2008 року. Тиск з приводу народження спадкоємця чоловічої статі згідно з древніми традиціями й Імператорським Сімейним Законом 1947 року був усвідомлений і брати до відома, з метою допомоги в подоланні хвороби принцеси.

## Генеалогічне дерево
| (122) Мейдзі | (122) Мейдзі | (122) Мейдзі | (122) Мейдзі | (122) Мейдзі | (122) Мейдзі |  |  | (123) Тайсьо | (123) Тайсьо | (123) Тайсьо | (123) Тайсьо | (123) Тайсьо | (123) Тайсьо |  |  | (124) Сьова | (124) Сьова | (124) Сьова | (124) Сьова | (124) Сьова | (124) Сьова |  |  | (125) Акіхіто | (125) Акіхіто | (125) Акіхіто | (125) Акіхіто | (125) Акіхіто | (125) Акіхіто |  |  | (126) Нарухіто | (126) Нарухіто | (126) Нарухіто | (126) Нарухіто | (126) Нарухіто | (126) Нарухіто |  |  |          |          |          |          |          |          |  |  |
| (122) Мейдзі | (122) Мейдзі | (122) Мейдзі | (122) Мейдзі | (122) Мейдзі | (122) Мейдзі |  |  | (123) Тайсьо | (123) Тайсьо | (123) Тайсьо | (123) Тайсьо | (123) Тайсьо | (123) Тайсьо |  |  | (124) Сьова | (124) Сьова | (124) Сьова | (124) Сьова | (124) Сьова | (124) Сьова |  |  | (125) Акіхіто | (125) Акіхіто | (125) Акіхіто | (125) Акіхіто | (125) Акіхіто | (125) Акіхіто |  |  | (126) Нарухіто | (126) Нарухіто | (126) Нарухіто | (126) Нарухіто | (126) Нарухіто | (126) Нарухіто |  |  |          |          |          |          |          |          |  |  |
|              |              |              |              |              |              |  |  |              |              |              |              |              |              |  |  |             |             |             |             |             |             |  |  |               |               |               |               |               |               |  |  |                |                |                |                |                |                |  |  |          |          |          |          |          |          |  |  |
|              |              |              |              |              |              |  |  |              |              |              |              |              |              |  |  | Ясухіто     | Ясухіто     | Ясухіто     | Ясухіто     | Ясухіто     | Ясухіто     |  |  | Масахіто      | Масахіто      | Масахіто      | Масахіто      | Масахіто      | Масахіто      |  |  | Фуміхіто       | Фуміхіто       | Фуміхіто       | Фуміхіто       | Фуміхіто       | Фуміхіто       |  |  | Хісахіто | Хісахіто | Хісахіто | Хісахіто | Хісахіто | Хісахіто |  |  |
|              |              |              |              |              |              |  |  |              |              |              |              |              |              |  |  | Ясухіто     | Ясухіто     | Ясухіто     | Ясухіто     | Ясухіто     | Ясухіто     |  |  | Масахіто      | Масахіто      | Масахіто      | Масахіто      | Масахіто      | Масахіто      |  |  | Фуміхіто       | Фуміхіто       | Фуміхіто       | Фуміхіто       | Фуміхіто       | Фуміхіто       |  |  | Хісахіто | Хісахіто | Хісахіто | Хісахіто | Хісахіто | Хісахіто |  |  |
|              |              |              |              |              |              |  |  |              |              |              |              |              |              |  |  |             |             |             |             |             |             |  |  |               |               |               |               |               |               |  |  |                |                |                |                |                |                |  |  |          |          |          |          |          |          |  |  |
|              |              |              |              |              |              |  |  |              |              |              |              |              |              |  |  | Нобухіто    | Нобухіто    | Нобухіто    | Нобухіто    | Нобухіто    | Нобухіто    |  |  | Томохіто      | Томохіто      | Томохіто      | Томохіто      | Томохіто      | Томохіто      |  |  |                |                |                |                |                |                |  |  |          |          |          |          |          |          |  |  |
|              |              |              |              |              |              |  |  |              |              |              |              |              |              |  |  | Нобухіто    | Нобухіто    | Нобухіто    | Нобухіто    | Нобухіто    | Нобухіто    |  |  | Томохіто      | Томохіто      | Томохіто      | Томохіто      | Томохіто      | Томохіто      |  |  |                |                |                |                |                |                |  |  |          |          |          |          |          |          |  |  |
|              |              |              |              |              |              |  |  |              |              |              |              |              |              |  |  |             |             |             |             |             |             |  |  |               |               |               |               |               |               |  |  |                |                |                |                |                |                |  |  |          |          |          |          |          |          |  |  |
|              |              |              |              |              |              |  |  |              |              |              |              |              |              |  |  | Такахіто    | Такахіто    | Такахіто    | Такахіто    | Такахіто    | Такахіто    |  |  | Йосіхіто      | Йосіхіто      | Йосіхіто      | Йосіхіто      | Йосіхіто      | Йосіхіто      |  |  |                |                |                |                |                |                |  |  |          |          |          |          |          |          |  |  |
|              |              |              |              |              |              |  |  |              |              |              |              |              |              |  |  | Такахіто    | Такахіто    | Такахіто    | Такахіто    | Такахіто    | Такахіто    |  |  | Йосіхіто      | Йосіхіто      | Йосіхіто      | Йосіхіто      | Йосіхіто      | Йосіхіто      |  |  |                |                |                |                |                |                |  |  |          |          |          |          |          |          |  |  |
|              |              |              |              |              |              |  |  |              |              |              |              |              |              |  |  |             |             |             |             |             |             |  |  |               |               |               |               |               |               |  |  |                |                |                |                |                |                |  |  |          |          |          |          |          |          |  |  |
|              |              |              |              |              |              |  |  |              |              |              |              |              |              |  |  |             |             |             |             |             |             |  |  | Норіхіто      |               |               |               |               |               |  |  |                |                |                |                |                |                |  |  |          |          |          |          |          |          |  |  |
|              |              |              |              |              |              |  |  |              |              |              |              |              |              |  |  |             |             |             |             |             |             |  |  |               |               |               |               |               |               |  |  |                |                |                |                |                |                |  |  |          |          |          |          |          |          |  |  |

## Розбіжності щодо порядку спадкування
З народженням Айко постало питання про можливість престолонаступництво по жіночій лінії. Призначена урядом група експертів представила 25 жовтня 2005 року доповідь, згідно з якою було рекомендовано змінити Імператорський закон про порядок спадкування від принципу лествичного права[уточнити] (тільки по чоловічій лінії) у бік принципу первородства[джерело?]. 20 січня 2006 року прем'єр-міністр Дзюнітіро Коїдзумі відвів частину своєї щорічної програмної промови обговоренню цього питання, і зобов'язався подати до парламенту законопроєкт, що дозволяє жінкам успадковувати імператорський трон у майбутньому. Коїдзумі не повідомив час створення та деталі законопроєкту, але зазначив, що розробка буде проводитися відповідно до висновків урядової групи 2005 року.
Якби такий закон було ухвалено, то Айко стала б першою японською кронпринцесою.
Однак 2006 року молодший брат Нарухіто принц Акисино (Фуміхіто) втретє став батьком. Народжений хлопчик має більше шансів зійти на японський престол, ніж принцеса Айко[джерело?].
У січні 2007 прем'єр-міністр Сіндзо Абе заявив, що знімає пропозицію про зміну Закону Імператорського Дому. Тому стає все менш ймовірним, що положення про престолонаступництво будуть змінені, для того, щоб дозволити принцесі Айко стати керівною імператрицею. Хоча в імператорських хроніках японської історії знаходять вісім керівних імператриць, їх наступники часто обиралися серед чоловіків, по крові з Імператорського Дому. Внаслідок цього деякі консервативні вчені доводять[джерело?], що жіноче панування було тимчасовим, і традиція наслідування тільки по чоловічій лінії має підтримуватися і в XXI столітті.

## Особисті інтереси
Нарухіто цікавиться проблемами водних запасів Землі і їх збереження. Відносно цих питань у березні 2003 року як Почесний Президент 3-го Світового Водного Форуму він виступив з промовою на церемонії відкриття: «Водні шляхи, що з'єднують Кіото і місцеві регіони». Під час свого візиту в Мексику в березні 2006 року Нарухіто виступив з програмною промовою на церемонії відкриття 4-го Світового Водного Форуму: «Едо і водний транспорт». Крім того, в грудні 2007 року він прочитав ювілейну лекцію на церемонії відкриття 1-го Азійсько-Тихоокеанського Водного Саміту, має назву: «Люди та Вода: від Японії до азіатів-Тихоокеанському Регіону».